# Валентано
Валентано (італ. Valentano) — муніципалітет в Італії, у регіоні Лаціо,  провінція Вітербо.
Валентано розташоване на відстані близько 95 км на північний захід від Рима, 28 км на північний захід від Вітербо.
Населення — 2902 особи (2014).
Щорічний фестиваль відбувається 27 грудня. Покровитель — San Giovanni Apostolo ed Evangelista.

## Демографія
Населення за роками:

Станом на 1 січня 2023 року в муніципалітеті офіційно проживало 176 іноземців з 19 країн, серед них 61 громадянин країн Євросоюзу та 5 громадян України.

## Уродженці
- Феліче Мілано (*1891 — †1915) — відомий у минулому італійський футболіст, захисник.

## Сусідні муніципалітети
- Каподімонте
- Челлере
- Фарнезе
- Градолі
- Іскія-ді-Кастро
- Латера
- П'янсано
- Пітільяно